# Samuel Lindsfelt
Samuel Lindsfelt (tidigare Hytthon), född 21 september 1664 i Norrköping, Östergötlands län, död 22 augusti 1723 i Sya församling, Östergötlands län, var en svensk ämbetsman.

## Biografi
Samuel Lindsfelt föddes 1664 i Norrköping. Han var son till handlanden Johan Hytthon och Malin Olofsdotter. Lindsfelt blev 1 augusti 1698 häradshövding i Kinda, Ydre, Valkebo och Vifolka häraders domsaga. Han adlades 5 februari 1717 till Lindsfelt och introducerades 1719 i Sveriges Riddarhus som nummer 1524. Lindsfelt avled 1723 i Sya socken.

### Familj
Lindsfelt gifte sig första gången 20 december 1690 med Margareta Börjesdotter (död 1698), dotter till frälseinspektorn Börje Månsson på Spellinge, Västra Hargs socken och Anna Eriksdotter Brask. De fick tillsammans barnen Magdalena Lindsfelt (1691–1750) som var gift med kronofogden Jakob Harrell och lantbrukaren Bengt Glanholm, häradshövdingen Johan Lindsfelt (1693–1764) i Kinda, Ydre, Valkebo och Vifolka häraders domsaga, kaptenen Erik Lindsfelt (1695–1773) vid Nylands infanteriregemente, Börje Hytthon (1698–1698) och Margareta Hytthon (född 1698).
Lindsfelt gifte sig andra gången 2 februari 1699 med Beata Nordman (1672–1747), dotter till borgmästaren Johan Nordman och Catharina Töhle i Linköping. De fick tillsammans barnen Catharina Margareta Hytthon (1699–1699), Catharina Margareta Lindsfelt (1700–1780) som var gift med auditören Peter Petersson Ekner vid Adelsfaneregementet, sekreteraren Samuel Mattias Lindsfelt (1703–1773), häradshövdingen Tomas Fredrik Lindsfelt (1704–1772), vice lagmannen Carl Gustaf Lindsfelt (1706–1761), generalmajoren Olaus Lindsfelt (1708–1787), majoren Andreas Johannes Lindsfelt (1710–1788), Ulrika Charlotta Lindsfelt (född 1711) och Paul Lindsfelt (1712–1763).